# 起田志郎
起田 志郎（おきた しろう、1906年5月19日 - 1968年8月14日）は、日本の俳優。
愛知県名古屋市出身。東京俳優生活協同組合に所属していた。
芸名を金田 洋（かねだ よう）に改めた直後、東京都台東区上野の喫茶店で心臓発作により死去。

## 出演

### 映画
- 消えた私立探偵（1958年） - 沼田（陳）
- 嵐の中の若者たち（1960年） - 芳造
- 黄金の掟（1960年） - 童
- 不適なる脱出（1961年） - 源さん
- 銀座の旅笠（1961年） - 仙八
- 禁じられた遠い道（1965年） - 芳造
- 女子学生を狙え！（1965年）
- 甘い唾液（1965年）
- 未亡人日記（1966年） - 久八
- 猟色の罠（1968年） - 猟師

### テレビドラマ
- 事件記者
  - 第5話「青い顔の男」（1958年）
  - 第26話「灰色の手」（1959年）
  - 第82話「ひき逃げ」（1961年）
- その手にのれ！（1959年）
- 里におりた小天狗（1959年）
- 怪傑ハリマオ（1960年） - メジャル
- 隠密剣士 第12話「帰って来た無法者」（1962年）
- ダイヤル110番 第316話「空白の年輪」（1963年）
- 今日は、区民税です（1964年）
- いまに見ておれ 第1話（1964年）
- 太閤記（1965年） - 跡部大炊介
- 特別機動捜査隊
  - 第181話「空白」（1965年）
  - 第210話「美しくなりたい」（1967年）
- 判決 第176話「おさななじみ」（1966年）
- うす羽蝶（1966年） - 戸樫清助
- ウルトラマン 第28話「人間標本5・6」（1967年） - 警察官
- 快獣ブースカ 第15話「バラサで行こう!」（1967年） - ギャング
- 天国の父ちゃんこんにちは その6（1968年）

### 人形劇
- 宇宙船シリカ（映画監督 ハヤトリー）
- サンダーバード（医者）